# HOD (Valkenswaard)
De Hockeyvereniging HOD (Hockey Ons Devies) is opgericht op 20 februari 1949 en is met 950 leden (peildatum 1 september 2021) een van de grotere sportverenigingen van Valkenswaard. De vereniging is aangesloten bij de Koninklijke Nederlandse Hockey Bond (KNHB).

## Locatie
De club telt met ingang van seizoen 2020-2021 twee watervelden, één semi-waterveld en één zandveld. Het terrein is gelegen op sportpark den Dries aan de Pastoor Heerkensdreef 18 te Valkenswaard.

## Trivia
Het watermanagement voor de velden is uniek. Het grondwater dat wordt opgepompt, wordt via een ontijzeringsinstallatie opgeslagen in een voorraadbuffer van 160.000 liter. Dit is voldoende om de vier velden een gehele wedstrijddag volwaardig te besproeien voor optimaal gebruik.

## Toernooien
HOD Valkenswaard organiseert jaarlijks een aantal grote toernooien, o.a.:
- International Easter Hockey Tournament
- Piet Jan Knor Toernooi
- HTHT Toernooi

## (Oud)-internationals
- Lidewij Welten
- Frédérique Matla